# Sadanand Maharaj
Sadanand Maharaj, né vers 1876 et mort à Suva le 8 avril 1962, est un homme politique fidjien.

## Biographie
Il est le fils de Badri Maharaj, le premier membre indo-fidjien du Conseil législatif des Fidji. Candidat malheureux aux élections législatives de 1940 où il est largement battu par le syndicaliste B.D. Lakshman, en 1950 il est nommé membre du Conseil législatif et du Conseil exécutif par le gouverneur Sir Brian Freeston. Il y siège trois ans. En 1959 il est fait membre de l'ordre de l'Empire britannique,.
Il meurt en 1962 à l'âge de 86 ans.